# マウスコンピューター
株式会社マウスコンピューター（英語: Mouse Computer Co.,Ltd.）は、東京都千代田区に本社を置く、パーソナルコンピュータ (パソコン, PC) の製造・販売を行っている企業（パソコンメーカー）である。通信販売によるBTOを主たる販売方法とする、いわゆる直販メーカーである。

## 概要
2006年10月に株式会社MCJから会社分割されて設立した。2008年10月にパソコン機器メーカーの株式会社イーヤマを吸収合併しており、iiyamaブランドのモニターの発売元でもある。
旧マウスコンピューターから分割したMCJが旧マウスコンピューターを合併した時代も継続してブランドをしていた経緯もあり本項では一連の流れについても記載する。

### 企業グループ
マウスコンピューターの属するMCJグループはインテルやマイクロソフトの正規代理店（一次代理店）のテックウィンド（旧シネックス）やASUSの正規代理店であるユニティ（エムヴィケーと合併しアユートへ）、モニターメーカーとして知られるiiyamaを傘下に収めており、パソコン部品の輸入から製造販売までを垂直統合している。

### 春日部と秋葉原
マウスコンピューターのルーツは埼玉県春日部市で1993年に創業したパソコンショップである。
秋葉原には電気街に1990年代後半からショップを構えていたが、本社機能を春日部から移転させた時期は創業から10年後の2003年で、秋葉原駅の近くに本社を構えていた。その後2006年頃にアロシステム本社ビル（岩本町駅近く）への移転を経て、2008年頃に浅草橋のCSタワー内にMCJグループ各社の本社機能を集約している。
2007年にはMCJが「TWO TOP」や「フェイス」「パソコン工房」などの親会社であるユニットコム（旧アロシステム）を買収し、2012年にユニットコムがグッドウィルを買収した。

## 特徴

### ホワイトボックスパソコン
マウスコンピューターのパソコンはホワイトボックスパソコンと呼ばれるもので、標準的な既製品のパーツを組み合わせてパソコンとして完成させたものである。ノートパソコンの場合には、半完成品であるベアボーンを元に作っている場合もある。
大手家電メーカーのナショナルブランド・パソコンはデザインや軽量化や大量生産などのために、独自設計の特注パーツを使用することがある。マウスコンピューターもBIOSやケース・外装は自社ロゴやOEM供給先のロゴが入った専用仕様であるが、自社独自設計といえるものはほぼ見られない。ホワイトボックスパソコンの常ではあるものの、個々のパーツを単体で見ればパーツメーカーが既製品の外装などを簡略化し、“業務用組込用途向け”などとして販売しているものである。ノートパソコンも同様に、MSIなど海外メーカーの既製品ベアボーンで、これのメーカーロゴとBIOSを自社仕様に変更して大量発注したものである。段ボール箱など包装やマニュアル類は自社ロゴの入った独自のものか、あるいはOEM供給先のものを使用している。
かつては電源装置が不安定であったことから、チェック体制の強化やベンダーへの改善点を提案するなどの努力を続けた結果、2010年ごろから品質が向上したという。

### 飯山産

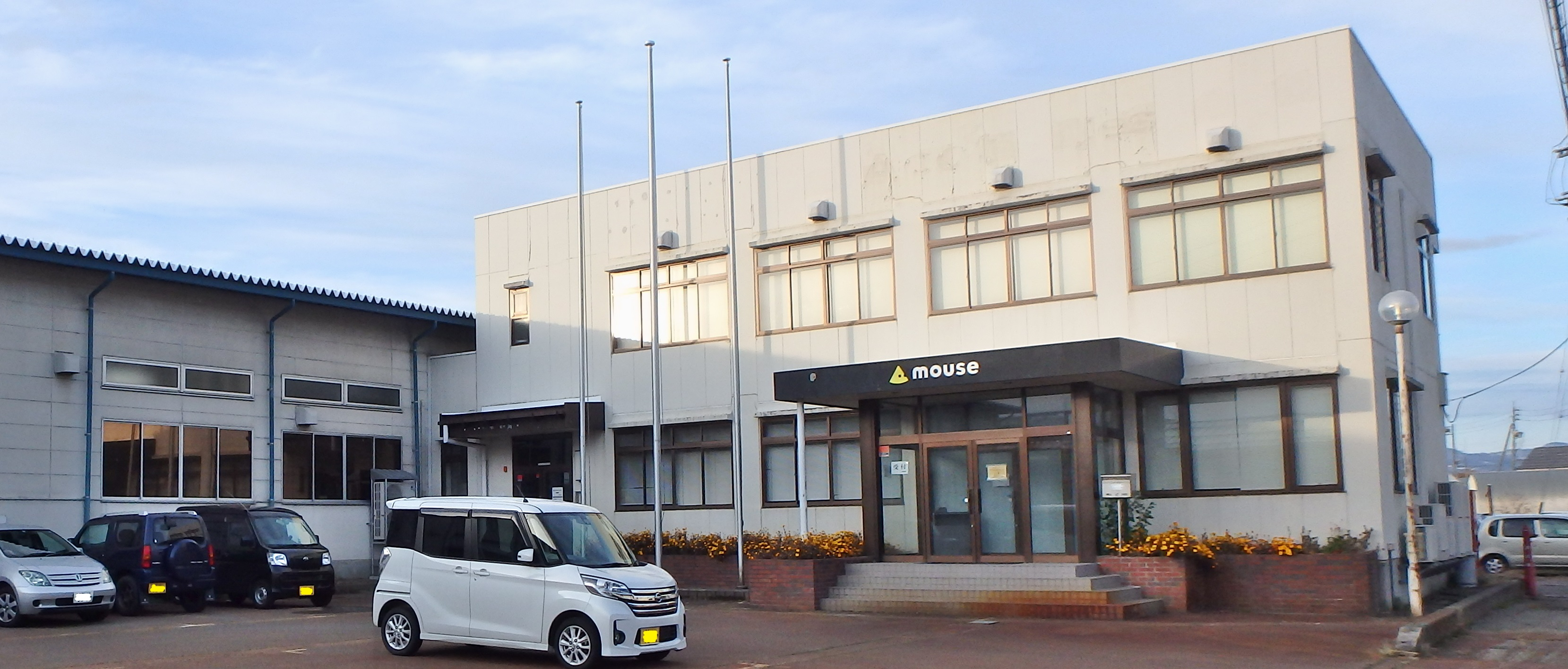
飯山事業所

マウスコンピューターは月産数千～数万台（推定）について、以前は日立製作所豊川工場、後に神奈川県（綾瀬・湘南）や島根県（出雲）など複数の工場に生産委託をして対応していたが、最近は買収したイーヤマのモニタ工場で自社組み立てを行っている。長野県飯山市の工場はセル生産方式を採用し、ベルトコンベアを使った流れ作業ではないが、イーヤマ時代の試験設備やノウハウで品質を高め「飯山産」をブランドにしようとしている。特に組立・構成ミスの防止と出荷時の動作保証にはこだわりを持って取り組んでおり、法人向けの「MousePro」では専用ラインを設けて手厚く対応している。

### コストパフォーマンス
大手家電メーカーの製品と比較して、相対的な低価格を実現させるために様々な企業努力を行っている。たとえばアロシステムやシネックスと「PCジャパン」を設立して、部品の大量購入・共同生産・物流の一本化などのサプライチェーン・マネジメントを行ったり、コールセンターが集積する沖縄の「情報特区」で電話サポートを行って人件費抑制を図っている。

### 沖縄コールセンター
マウスコンピューターは、24時間365日の電話サポートを提供している。2006年に沖縄のコールセンターを買収して、電話対応業務を別業者に任せていたが、2010年からは自社運営している 。

### 埼玉サービスセンター
マウスコンピューターの修理拠点は歴史的に春日部市とその周辺にあり（当初は春日部市、後に北葛飾郡杉戸町）、現在も「埼玉サービスセンター」（春日部市）として所在する。サービスセンターには修理情報を収集する「修理技術グループ」や修理を行う「修理作業グループ」、連絡業務を行う「修理連絡グループ」などが存在する。

## 歴史
マウスコンピューターは当時19歳だった髙島勇二が、祖父の代から続く「高島屋衣類店」の経営危機を乗り切るために、パソコン通信を使ったパソコンの製造販売を始めたことに始まる。ちょうどその頃、日本ではDOS/Vが普及し、デルや秋葉原の「DOS/Vショップ」がBTOパソコンを販売し始めていた。1995年にMicrosoft Windows 95が発売されると、パソコンはヒット商品となり、日経トレンディの番付にも登場した。髙島は3時間しか眠らずに無休でパソコンの組立や顧客対応に追われた。
1998年、「有限会社タカシマ」は株式会社化し「マウスコンピュータージャパン」となった。社名の由来はマウスのように、「人とパソコンの橋渡しを行い、つねにお客様の視点から、より快適なパソコン環境作りに役立っていける存在でありたい」という願いからである。しかし、その後の組織変更によって、社名が消滅してブランドとしてのみ継続使用されている時期があった。
その間に存続会社である「MCJ」は上場して資金を調達し、PCパーツの大手総合商社「シネックス」の日本法人を買収し、メモリモジュールを製造販売するアドテックと資本提携 するなどして、部品調達や販路を拡大し、企業グループを形成していった。2004年頃は大手家電メーカーのパソコン販売が低迷する一方で、BTOメーカーやホワイトボックスメーカーが業績を伸ばしていた。MCJは約108億円を売り上げ、出荷台数の成長率は144.4％に達した。2006年には、「マウスコンピューター」が独立した会社として再設立された。2007年にMCJが「TWO TOP」や「フェイス」「パソコン工房」などの親会社であるユニットコムを買収し、グループの売上高は1000億円を超えた。グループの「完成品PC製造」の売上高は推定約330億円 (約32%) となり、ホワイトボックス市場におけるシェアは50％を超えたと自称。
しかし国内のパソコン出荷台数は2005年をピークに減少・横ばいに転じ、iiyamaの倒産や日立製作所のデスクトップパソコンからの撤退などが続いた。外注先を失ったマウスコンピューターは民事再生法申請に追い込まれたiiyamaを合併し生産・物流拠点を統廃合し、PC製造の大半をファブライトから内製化した。2008年度から2010年度にかけてMCJグループは減収となり、パソコン事業の不振が続いた。原因はインテル社製チップセットの不具合による機会損失など様々である。より大きな外部要因としては、2000年代に入ってもノートパソコンとなんとか五分の戦いを続けていたデスクトップパソコンの割合が3割を切り、ネットブックのような新しい種類のパソコンが台頭してきたこと、同じく2000年代に一世を風靡したデジタルオーディオプレーヤー市場が成熟し、スマートフォンのような新しい種類の携帯端末が普及してきたことが挙げられる。

### 沿革
- 1993年4月 - 創業者の髙島勇二が埼玉県春日部市の自宅店舗「高島屋衣類店」でパソコン事業を開始[注釈 3][5]。
- 1998年2月 - 有限会社タカシマより組織変更し、マウスコンピュータージャパン株式会社として設立[22]。
- 1998年8月 - 有限会社エムシージェイ（現：株式会社MCJ）設立。
- 2000年9月 - 有限会社エムシージェイを株式会社に商号変更[22]。
- 2001年4月 - MCJと合併[22]。
- 2002年5月 - アルガステクノロジーズと提携して、法人向けPC「YAMATO」の販売を開始[23]。
- 2004年6月 - MCJ、東証マザーズに株式を上場。
- 2005年6月 - 家電量販店のオリジナルブランドにて、店頭BTO方式パソコンの販売を開始[22]。
- 2005年8月 - アロシステムやシネックスと「PCジャパン」を設立[10]。
- 2006年1月 - 株式会社イーヤマ販売（後のiiyama）を完全子会社化[22]。
- 2006年1月 - 「ウェルコム」（現：WELLCOM株式会社）にコールセンターを委託[24]。
- 2006年9月 - 大阪営業所を開設[22]。
- 2006年10月 - MCJの純粋持株会社化に伴い、同社のPC事業部門が分社化、株式会社マウスコンピューターとして再度設立[22]。
- 2006年10月 - 株式会社iriver japanを設立[22]。
- 2007年4月 - 本社を千代田区外神田に移転[22]。
- 2008年10月 - iiyamaを吸収合併し、iiyama営業部や飯山工場、飯山リペアセンターを利用し、自社組立開始。
- 2009年3月 - 本社を台東区浅草橋に移転[22]。
- 2009年7月 - iriver japanを吸収合併[22]。
- 2010年1月 - 沖縄コールセンターの自社運営を開始[6]。
- 2011年3月 - 埼玉サービスセンターを春日部市に移転[13]。
- 2013年3月 - 一般社団法人パソコン3R推進協会を退会し[25]、独自のリサイクルシステムの運用を開始[26]。
- 2013年4月 - 創業20周年[22]。
- 2014年1月 - 本社を千代田区神田紺屋町に移転[22]。
- 2017年3月 - 本社を中央区の東京日本橋タワーに移転。
- 2017年4月 - 大相撲長野場所　特別協賛。
- 2017年8月 - IoT機器「mouse スマートホーム」を発売
- 2017年9月 - G-Tune 重量約1.6kgのコンパクト型ゲーミングパソコン「NEXTGEAR-C」を発売。MousePro 手のひらサイズの超小型パソコン「MousePro Cシリーズ」を発売。
- 2017年12月 - 大阪／ゲームパソコン専門のダイレクトショップ「G-Tune：Garage 大阪店」をオープン。
- 2018年2月 - iiyamaブランドで5K対応液晶モニタ「ProLite XB2779QQS」を発売。
- 2018年4月 - 創業25周年。
- 2018年7月 - MSI製ゲーミングパソコンの取り扱いを開始。
- 2018年8月 - 日本eスポーツ連合 (JeSU) に正式加盟。
- 2019年1月 - G-Tuneブランド誕生15周年。
- 2019年3月 - Wi-Fi接続で15音声対応翻訳機「TL01」発売。
- 2019年4月 - 「仙台ダイレクトショップ」オープン。

## CI

### ブランドロゴ・コーポレートメッセージ
2016年まで使用されていたロゴマークは、6ピースチーズの穴から隠れたネズミの尻尾が見えているというデザインを採用していたが、同年1月21日にロゴマークのデザインを変更。チーズのモチーフを継承しつつ三角形をベースとしたよりシンプルなものとなった。それに併せて同社のブランド名を社名と同じであるマウスコンピューターからmouse（マウス）に変更した。
コーポレートメッセージとして「期待を超えるコンピューター。」を打ち出している。

## 製品
デスクトップPCやノートPC、高性能のゲームPC、ビジネスPC、タブレットPCを幅広く品揃えている。また家電量販店のショップブランド向けにノーブランドパソコンを供給している。
以下の製品一覧は2018年8月現在のもの。

### 主なシリーズ
- デスクトップパソコン
  - LUV MACHINES
  - LUV MACHINES Slim
  - LUV MACHINES mini
- ノートパソコン (m-Book)
  - Wシリーズ
  - Tシリーズ
  - Nシリーズ
  - Kシリーズ
  - Fシリーズ
  - Bシリーズ
  - Eシリーズ
  - Jシリーズ(HD画面モデル / フルHD画面モデル)
  - Cシリーズ
- タブレットパソコン
  - WN803
  - MT-WN1003
  - MT-WN1003-Pro
- スティック型パソコン(m-Stick)
  - MS-CH01FV2
- ゲーマー向けパソコン（G-Tune）
  - MASTERPIECE
  - NEXTGEAR
  - NEXTGEAR-MICRO
  - LITTLEGEAR
  - NEXTGEAR-NOTE i4400
  - NEXTGEAR-NOTE i5330
  - NEXTGEAR-NOTE i5340
  - NEXTGEAR-NOTE i5550
  - NEXTGEAR-NOTE i5730
  - NEXTGEAR-NOTE i71130
- クリエイター向けパソコン (DAIV)
  - デスクトップ
    - DGZ520
    - DGX750
    - NVIDIA Quadro搭載デスクトップ

  - ノート
    - NG4500
    - NG5500
    - NG5720
    - NG7500
    - NG7510
    - NG7620
- 法人向けパソコン（MousePro）
  - デスクトップ
    - Tシリーズ
    - Sシリーズ
    - Mシリーズ
    - Cシリーズ

  - ノート
    - NB300シリーズ
    - NB500シリーズ
    - NB900シリーズ

  - タブレット
    - P116Aシリーズ
- ワークステーション
  - MousePro W9
- ビジネスサーバー
  - MousePro SV
- デバイス製品
  - CM01(顔認証カメラ)
  - FP01(指紋認証リーダー)

### 過去に販売していた製品
- デスクトップパソコン
  - MDV ADVANCE
  - MDV EXTREME
  - Easy-Cube
- 一体型パソコン
  - m-One
- ノートパソコン
  - m-Book P（NVIDIA GeForce GTX660M/GTX770M搭載モデル）
  - m-Book P（NVIDIA GeForce GTX970M搭載モデル）
  - m-Book V
  - m-Book T（NVIDIA GeForce GTX860M搭載モデル）
  - m-Book T（NVIDIA GeForce GTX960M搭載モデル）
  - m-Book G
  - m-Book H
  - LuvBook K
  - LuvBook S
  - LuvBook H
  - LuvBook X
  - LuvBook D
  - LuvBook T
  - LuvBook N
  - LuvBook L
  - LuvBook B
  - LuvBook F
  - LuvBook J
  - LuvBook C
  - LuvBook JW
  - LuvBook JH
  - LuvBook JF
- タブレットパソコン
  - WN801-BK
  - WN801V2-BK
  - LuvPad AD100
  - LuvPad WN101-P
  - LuvPad WN701
  - LuvPad WN801
  - LuvPad WN1100
  - MT-WN1001
  - MT-WN1001-Pro
  - m-Tab iCE
  - m-Tab iPE
  - WN891
  - WN802
  - WN892
  - WN892V2
- スティック型パソコン (m-Stick)
  - MS-NH1
  - MS-NH1-64G-Pro
  - MS-CH01F
- ゲーマー向けパソコン (G-Tune)
  - NEXTGEAR-ONE
  - NEXTGEAR-SLIM
  - NEXTGEAR-C
  - NEXTGEAR-NOTE i200
  - NEXTGEAR-NOTE i410
  - NEXTGEAR-NOTE i420
  - NEXTGEAR-NOTE i421
  - NEXTGEAR-NOTE i540
  - NEXTGEAR-NOTE i610
  - NEXTGEAR-NOTE i780
  - NEXTGEAR-NOTE i790
  - NEXTGEAR-NOTE i791
  - NEXTGEAR-NOTE i980
  - NEXTGEAR-NOTE i990
  - NEXTGEAR-NOTE i1100
  - NEXTGEAR-NOTE i1110
  - NEXTGEAR-NOTE i3500
  - NEXTGEAR-NOTE i4600
  - NEXTGEAR-NOTE i5300
  - NEXTGEAR-NOTE i5310
  - NEXTGEAR-NOTE i5320
  - NEXTGEAR-NOTE i5500
  - NEXTGEAR-NOTE i5510
  - NEXTGEAR-NOTE i5520
  - NEXTGEAR-NOTE i5530
  - NEXTGEAR-NOTE i5540
  - NEXTGEAR-NOTE i5700
  - NEXTGEAR-NOTE i5701
  - NEXTGEAR-NOTE i5702
  - NEXTGEAR-NOTE i5703
  - NEXTGEAR-NOTE i5710
  - NEXTGEAR-NOTE i5910
  - NEXTGEAR-NOTE i5900
  - NEXTGEAR-NOTE i7500
  - NEXTGEAR-NOTE i7901
  - NEXTGEAR-NOTE i71000
  - NEXTGEAR-NOTE i71100
  - NEXTGEAR-NOTE i71101
  - NEXTGEAR-NOTE i71110
- クリエイター向けパソコン(DAIV)
  - DGZ500
  - DGZ510
  - DGX700
  - NG5600
  - NG5700
  - NG5710
  - NG7600
  - NG7610
  - NQ5300
  - NQ7500
- 法人向けパソコン (MousePro)
  - MousePro iS
  - MousePro P
  - GSXシリーズ
- ワークステーション
  - MDV ADVANCE（NVIDIA Quadro搭載モデル）
  - MDV ADVANCE（AMD FirePro搭載モデル）
  - MDV ADVANCE（マルチディスプレイ対応モデル）
  - MDV for Photo（フォトグラファー向けモデル）
  - MousePro W4
- サーバー
  - MDV MediaServer
- スマートフォン (MADOSMA)
  - Q501
  - Q601

### G TUNE（旧G-Tune）

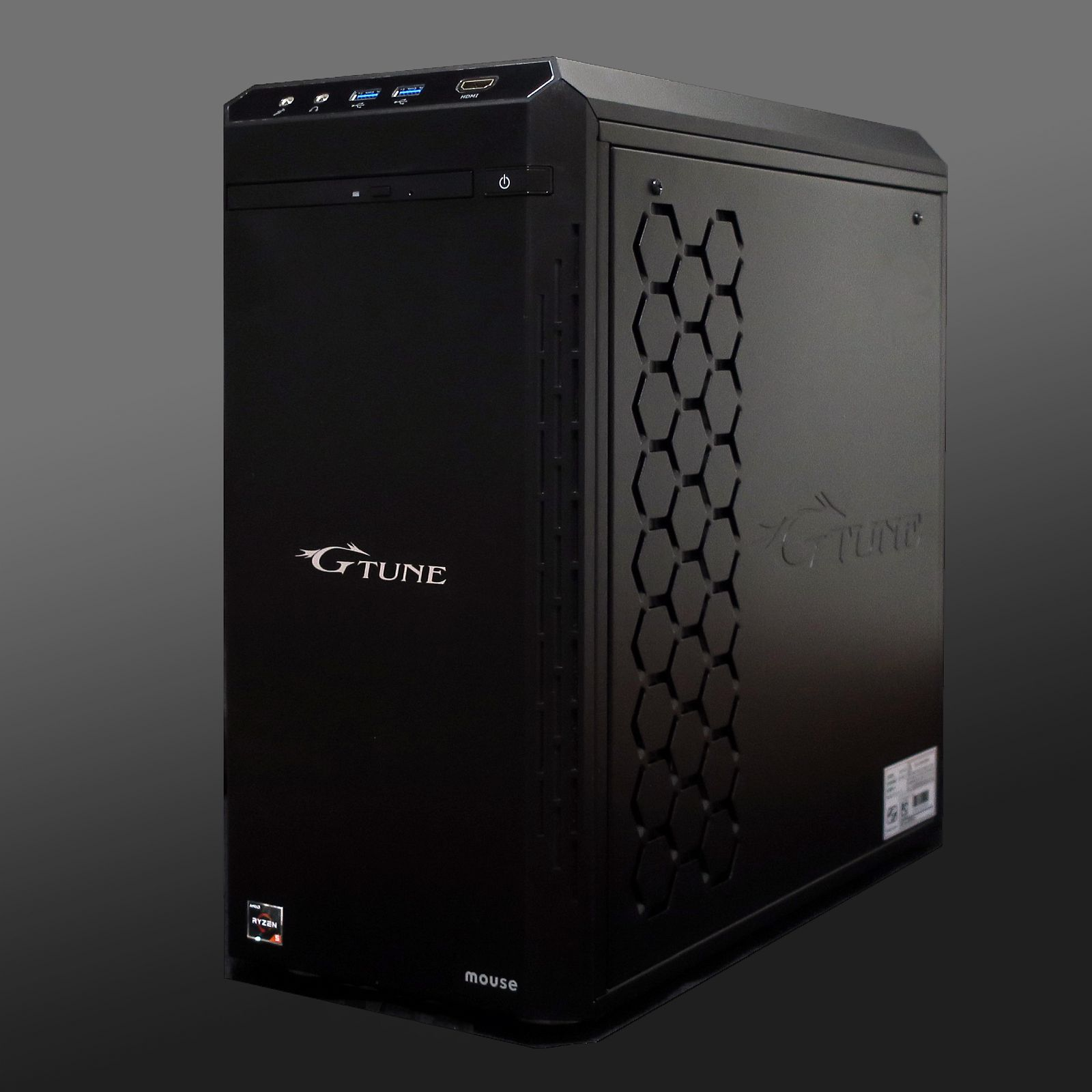
G-Tune NEXTGEAR-MICRO am550SA2: 市場の声を受けて電飾を廃止し、シンプルで直線的なデザインを志向した。

ゲーム用パソコンのブランド。元々あったハイエンド製品ブランド「Tune」が前身となっており、オンラインゲームの流行に合わせてリニューアルされ、「G-Tune」として誕生した。高性能ビデオカードの排熱や高電力消費に対応した設計が特徴で、オンラインゲーム運営会社の提示する推奨スペックに準拠した「ゲーム推奨パソコン」や3D対応パソコン、水冷パソコンなどがある。最初のモデルは2004年1月にリリースされ、リネージュIIにいち早く対応。ゲームユーザーだけでなく、ゲーム制作会社やインターネットカフェなどの法人用途にも人気がある。
ブランド21周年となる2025年に「G TUNE」へとリブランドされ、ロゴやタグライン、PCケースデザインの変更が行われた。

### NEXTGEAR
2023年7月発表。従来「G-Tune NEXTGEAR」として販売されてきたが、高コストパフォーマンス志向のゲーミングPC製品群として独立した。第1弾の「JG」シリーズでは発表時点で旧世代に当たるAMD CPUプラットフォームを採用しつつ、最新世代のNVIDIA GeForce RTX 4060および4060 Tiビデオカードを搭載可能とした。

### MousePro
2011年に発売が開始された法人向けパソコンのブランド。

### DAIV
2016年に発売が開始されたクリエイター向けパソコンのブランド。名前は「Dynamic Approach Imagery of Visual」の略で、ダイブと読む。広告ビジュアル制作会社アマナの協力の元、製品開発が行われた

。

### m-Stick
2014年に発売されたスティック型パソコン。マウスコンピューターが販売している製品の中では最小サイズのパソコンであり、液晶ディスプレイやテレビのHDMI端子に接続して使用する。

### MADOSMA
かつて展開されていた「SIMフリー」端末のスマートフォンブランド。2015年6月に発売が開始され、5型ディスプレイを搭載するQ501と6型ディスプレイを搭載するQ601がある。

### Easy-Cube
過去の一時期には、主に台湾のシャトル製のベアボーンを利用したキューブ型パソコンの組立販売の国内大手の一角であった時期もあるが、シャトル社日本法人による日本国内販売体制の変更などから、現在ではキューブ型製品は終息しており、過去に販売した製品のアフターサポートのみを継続している。

## 販売形態
主な販売形態は通販・ネット販売、直営店舗販売（ダイレクトショップ）、コーポレート営業（法人）、チャネル営業（量販店）の4つである。売上の割合（2004年度）は通販34.5%、直営店12.8%、法人17.3%、量販店34.8%であり、通販と量販店が販売の両軸をなしている。2012年には法人向けやダイレクトショップの売上を伸ばそうとしている。

### 通信販売 (BTO)
ウェブショップは8つのカテゴリ（デスクトップPC、ノートPC、ゲームPC、ビジネスPC（法人）、タブレットPC、即納モデル、サポートセンター、店舗情報）に分かれており、最初のページにはキャンペーン情報やニューモデル情報がチラシ風の演出で掲載されている。
商品写真などは内製で、「イーコマース営業職」がフォトショップやイラストレーターなどで作成し掲載している。商品写真をクリックすると、シリーズごとに2〜4種類の基本パターンが提示され、その中の1つを選んでカスタマイズと見積もり、注文ができる。

### ダイレクトショップ
創業地の春日部の他に、仙台・東京・名古屋・大阪・福岡の大都市部に直営店がある。かつては北九州にも直営店があったが、2019年時点で閉店済み。この他にベイシア電器の店内にサテライト店を設けており、郊外に4店舗を展開している。しかしMCJグループのパソコン工房（91店舗）や同業他社のサードウェーブ（23店舗）と比べて店舗網の規模は小さく、量販店での販売の方が多いようである。直営店では即納モデルを販売しており、工場経由で4営業日の納期を1-2営業日に短縮している。大都市部の直営店はショールームとしての機能も持っており、秋葉原店にはG-Tune製品専門店舗「G-Tune:Garage」が併設されている。余剰部品・余剰在庫の発生を極力抑制するビジネスモデルを取る都合として、現在ではパソコン部品の単体販売は行っていない。

### 法人販売
法人営業部門が、代々木アニメーション学院のような教育機関やCADやオンラインゲームなどの3DCG製作を行う企業、インターネットカフェなどに出荷している。しかし法人向けの比率はそれほど高くなく、20％以下にとどまっている。同じBTO方式のデルは法人比率が80％に達しており、大企業や官公庁、中小企業に幅広く販売している。しかしマウスコンピューターには、オンサイト保守や常駐のような大企業向けのサービスを行う企業体力はない。そこで故障率の低いMouseProを投入して、構造計算を行う建築設計事務所などの中小企業やSOHO用途に買ってもらい、法人比率を30～40％まで伸ばす予定である。

### ショップブランドパソコンのOEM供給
EMSの商品特性上、店頭で名前は表に出ないもののコストパフォーマンスに強みを持ち、MCJグループのエムヴィケーと共にショップブランドのOEM供給という形で幅広い販路を持っている。
ヨドバシカメラ (「PLEZO」「i-Friend」) 、ベイシア電器 (「BEST VALUE PC」) 、コジマ (iiyamaブランド、STRAIGHT PC)  などの家電量販店や、PC DEPOT (「ADVANCE」「OZZIO」) 、エディオングループ (「E-GG+」) 、ソフマップ（「バーガーパソコン」）などのショップブランド、過去にはヤマダ電機やケーズデンキ (「my-pc」) 、ビックカメラ、ムラウチ電気やフロンティア神代にも卸していた。
家電量販店での販売は2003年度に急速に伸び、約10社に約12万台を納品し約180店舗で販売していた
。ショップブランドは家電量販店にとって競合他社と差別化を図り、周辺機器を一緒に売るための商材として魅力がある。一方で店員にとっては小売単価が低く勤務評価に結びつきにくいことや初心者向きではないため、売りにくいという意見もある。この市場は競争が激化しており、家電量販店とは販売実績が伸びなければそのメーカー製品が店頭から短期間で姿を消すこともある厳しい業界であるが、量販店向けに約34億円（2003年度）を売り上げている。
その様な状況下で、2004年、当時の大口販売ルートの1つであったヤマダ電機は同業のKOUZIROを子会社化し、BTO・ホワイトボックスパソコンを同社の「FRONTIER」ブランドの製品に事実上一元化した。このことを契機に、ヤマダ電機ではマウスコンピューター製品の取り扱いが終了した。一方で、他の家電量販店チェーンではゲートウェイのイーマシンズなどが続々と参入し競合関係となった。2007年から2008年にかけてはデル やヒューレットパッカードが量販店での販売に参入している。ソーテックがオンキヨーに、ゲートウェイがエイサーに買収され、2012年にはオンキヨーが量販店販売を休止するなど、市況は年単位で刻々と変化している。
マウスコンピューター製のパソコンについては、OEM供給した製品のサポートも一括して担当している。そのため、パソコンショップや家電量販店で購入したショップブランドのパソコンについて、サポート連絡先がその購入店舗ではなくマウスコンピューターであったという話は多く聞かれる。パソコンのケースのどこかにアルファベットの「U」から始まる9桁の番号 (例: U10xxxxxxx) のバーコードのシールが貼付されている。このシールが貼付されている製品については、ショップブランドにOEM供給されているパソコンであっても、製品保証・電話サポート・修理は販売店ではなくマウスコンピューターが受け持っている。

## 広告・宣伝活動

### CM
2016年1月21日に行ったブランドロゴ変更に伴い、テレビCMの全国放映を開始。

#### CM出演者
- 中村獅童[注釈 7][62]
- 伽奈[62]
- 乃木坂46(白石麻衣、生田絵梨花、齋藤飛鳥[注釈 8]、西野七瀬、生駒里奈→堀未央奈[注釈 9]、大園桃子、久保史緒里、山下美月、与田祐希)[63][64][65][66][67]
- 郷ひろみ[66]
- オー!マイキー、matt、桑田真澄(web限定)
- マツコ・デラックス[68]
- ホラン千秋[68]
- クリス・ペプラー(ラジオCMのナレーション)

### ウェブ
2015年6月に自社ブランドG-TuneのウェブCMが製作され、YouTubeの公式チャンネルにて公開された。同CMではグラビアアイドルの倉持由香がG-Tune製品の擬人化役として登場し、ゲームプレイヤーに語りかけるという内容になっている。グループ会社であるユニットコムも同じ内容のCMを製作しており、こちらはAV女優の紗倉まなが出演している。

## マスコットキャラクター G-Tuneちゃん
マウスコンピューターには、自社ブランドG-TuneのマスコットキャラクターとしてG-Tuneちゃんが存在する。G-Tuneちゃんは老人の"Gちゃん"と少女の"Tuneちゃん"の2人組であり、2013年9月2日 に登場して以来、同ブランドの魅力を伝える役割を果たしている。

### プロフィール
Gちゃん
- 年齢：69歳
- 身長：195 cm
- 体重：82 kg
- 特技：PCカスタマイズ
- 好物：緑茶

Tuneちゃん
- 年齢：不詳
- 身長：145 cm
- 体重：不詳
- 特技：ゲーム全般
- 好物：メロンパン

### キャラクター展開
G-Tuneちゃんは当初、公式ウェブサイトでの漫画による製品紹介が主だったが、2014年4月21日にシステムボイスなどを含むオリジナルデザインテーマがカスタマイズオプションとして販売されたのを皮切りに、MMDモデル やキャラクターソング、Tシャツなどの各種グッズ やLINEスタンプ といったキャラクター展開を行っている。
特にキャラクターソングに関してはMMDで製作されたミュージックビデオがYouTubeで公開されており、iTunes Storeでも実際に販売された。また、G-Tuneちゃん2人の声は声優の小山剛志と南條愛乃がそれぞれ担当している。

## テレビ番組
- 日経スペシャル カンブリア宮殿 メード・イン・ジャパンで快進撃！ ガレージで生まれた異色メーカー（2022年4月28日、テレビ東京）- 社長・小松永門出演[76]